# Innocent Awoa
Innocent Felix Awoa Zoa (n. 26 iunie 1988) este un fotbalist camerunez care evoluează în prezent la Al Shorta. Acesta a evoluat și la Dinamo pentru 2 ani, unde nu a strâns însă nicio apariție.